# Vittoria Colonna
Vittoria Colonna (Marino, aprile 1490 o 1492 – Roma, 25 febbraio 1547) è stata una nobile e poetessa italiana.

## Biografia

### Infanzia
Nonostante il luogo di nascita sia ancora incerto, è probabile che Vittoria Colonna sia nata a Marino, nel Lazio del 1490. Un'altra ipotesi proveniente da un importante studio monografico tedesco del 1916, presuppone più corretta la data del 1492. Appartenente alla nobile famiglia romana dei Colonna, in quanto figlia di Fabrizio Colonna e di Agnese di Montefeltro, dei Duchi di Urbino, ottenne il titolo di marchesa di Pescara.
Approfondire la figura di Vittoria Colonna risulta invece complesso, perché la marchesa di Pescara è stata una delle donne più affascinanti e importanti del Rinascimento italiano: attorno a lei e grazie a lei si creò infatti un vero e proprio circolo culturale e artistico che vantava alcuni dei più grandi nomi del periodo come Michelangelo Buonarroti, Ludovico Ariosto, Jacopo Sannazzaro, Bernardo Tasso e tanti altri.

### Matrimonio

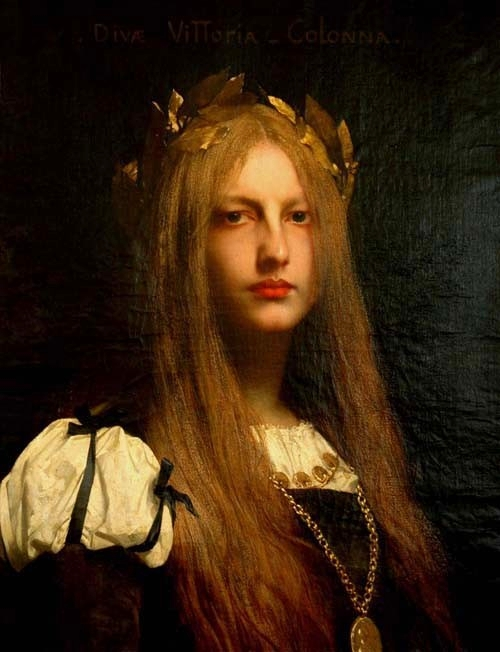
Vittoria Colonna in un ritratto immaginario di Jules Lefebvre.

I Colonna erano, in quegli anni, alleati della famiglia D'Avalos e, per suggellare tale alleanza, concordarono il matrimonio fra Vittoria e Fernando Francesco quando ancora erano bambini. I due si sposarono il 27 dicembre 1509 a Ischia, nel Castello Aragonese.
La sua vita si svolse in un momento culturalmente assai felice e infatti la poetessa fu circondata dai migliori artisti e letterati del secolo, tra cui Michelangelo Buonarroti, Ludovico Ariosto, Jacopo Sannazaro, Giovanni Pontano, Bernardo Tasso, Annibale Caro, Pietro Aretino, Girolamo Britonio, Angelo di Costanzo e molti altri.
Il matrimonio con D'Avalos, sebbene combinato per servire le politiche di famiglia, riuscì anche dal punto di vista sentimentale, anche se i due coniugi non trascorsero molto tempo insieme a Ischia dove si erano stabiliti. Nel 1511 Fernando Francesco partì in guerra agli ordini del suocero per combattere per la Spagna contro la Francia, venendo catturato durante la battaglia di Ravenna nel 1512 e deportato in Francia. Successivamente, divenne un ufficiale dell'esercito di Carlo V ma rimase gravemente ferito durante la battaglia di Pavia, nel 1525. Vittoria partì subito per raggiungerlo ma la notizia della sua morte la colse mentre era in viaggio: cadde svenuta da cavallo.
Decise di ritirarsi in convento a Roma (il convento delle Clarisse allora annesso alla Chiesa di San Silvestro) e strinse amicizia con varie personalità ecclesiastiche che alimentavano una corrente di riforma all'interno della Chiesa cattolica, tra cui, soprattutto, Juan de Valdés e Bernardino Ochino.
Non rimase a lungo in pace perché il fratello, Ascanio I Colonna, entrò in conflitto con papa Clemente VII, e in tale occasione si trasferì a Marino e poi di nuovo a Ischia per cercare di mediare fra i contendenti. Questo le evitò di vivere in prima persona la traumatica esperienza del sacco di Roma del 1527 e le consentì di prestare aiuto alla popolazione e di riscattare prigionieri anche grazie ai propri beni.

### Amicizia con Michelangelo
Ritornata a Roma nel 1531, conobbe Pietro Carnesecchi nel 1535 e intrecciò con l'umanista fiorentino un rapporto di amicizia. In seguito volle compiere un viaggio in Terra santa; si trasferì quindi a Ferrara nel 1537, in attesa di ottenere i permessi dal Papa, con l'intenzione di imbarcarsi da Venezia. Tuttavia non partì: la salute malferma la costrinse a rinunciare all'idea. Nel 1536 o 1538 è da collocarsi il primo incontro con Michelangelo Buonarroti. Nel 1539 rientrò a Roma dove crebbe l'amicizia con Michelangelo, che la amò (almeno platonicamente) enormemente e su cui ebbe una grande influenza, verosimilmente anche religiosa. A testimonianza dell'affetto e della stima che il Buonarroti provò per Vittoria vanno ricordati i componimenti poetici che egli le dedicò, in particolare il madrigale 235, in cui afferma: «Un uomo in una donna, anzi uno dio / per la sua bocca parla, / ond’io per ascoltarla, / son fatto tal, che ma’ più sarò mio». Inoltre, Ascanio Condivi riferisce il dispiacere provato da Michelangelo quando, al cospetto del cadavere di Vittoria, si rammaricò di averle baciato la mano, ma non la fronte o la guancia.
La Marchesa mantenne anche per molti anni una stretta corrispondenza epistolare con il grande artista, di cui restano oggi due missive michelangiolesche e cinque della marchesa. Il Buonarroti nel 1540 le inviò un piccolo quadro, una Crocifissione per la propria cappella privata; i bozzetti della Crocifissione sono conservati al British Museum di Londra e al Louvre di Parigi: l'artista aveva dipinto soltanto il Cristo, la Vergine e la Maddalena e, quando nel 1547 Vittoria morì, Michelangelo modificò il quadro raffigurando Vittoria come Maddalena. Una copia si trova nella concattedrale di Santa Maria de La Redonda a Logroño.

### Ultimi anni e morte
Nel 1541 il fratello entrò per la seconda volta in conflitto con papa Paolo III, giungendo a fomentare una rivolta. Vittoria, allora, si trasferì a Viterbo dove conobbe il cardinale Reginald Pole.
Nel 1544 rientrò a Roma dove, nel 1547, morì, salvandosi da una probabile inchiesta dell'Inquisizione che perseguitò molti dei suoi amici.

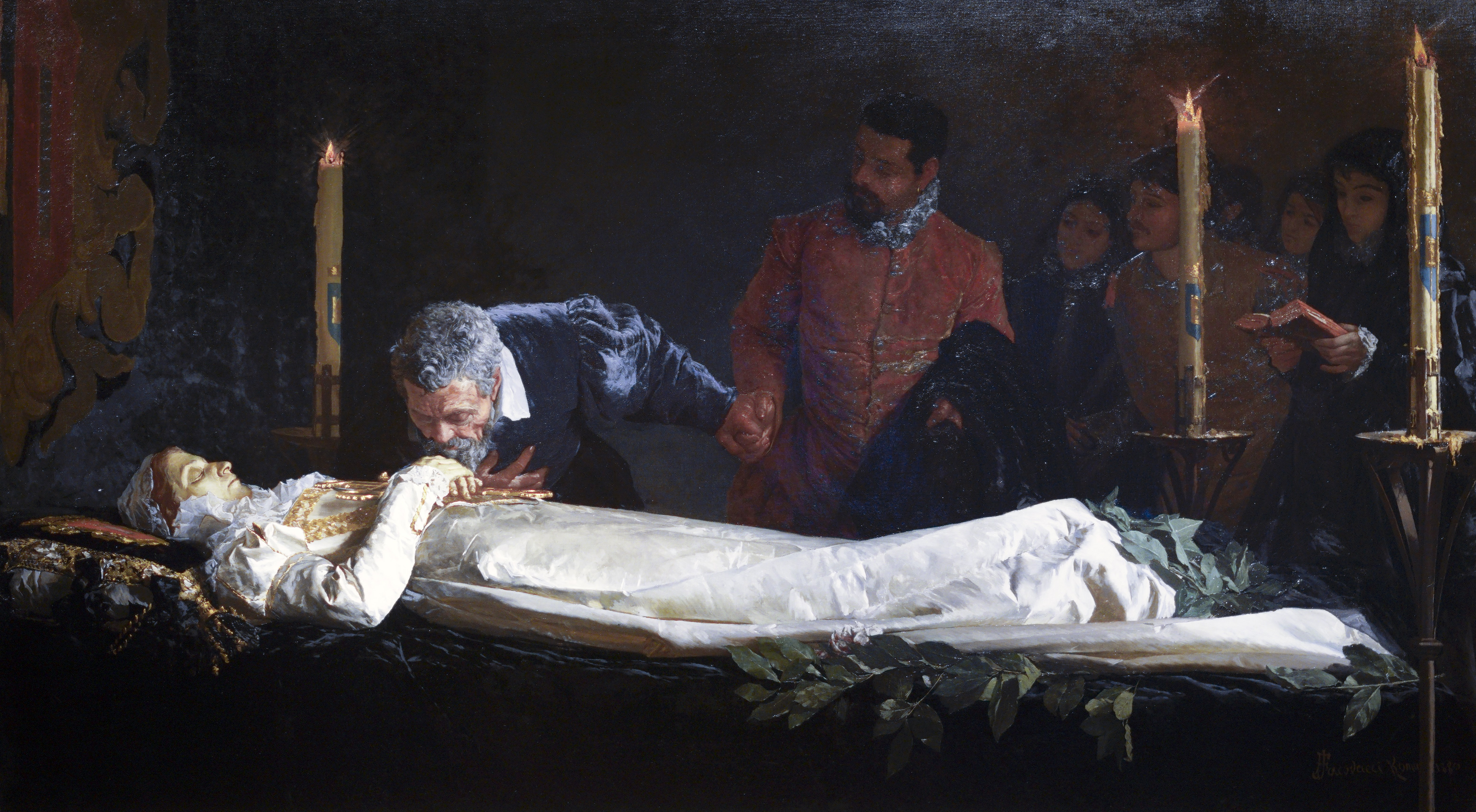
Michelangelo e Vittoria Colonna di Francesco Jacovacci (1880; Napoli, Museo nazionale di Capodimonte).

## Omaggi
- Il nome di Vittoria Colonna fu inciso in un distico commemorativo in una delle quattro testate laterali del nuovo Ponte Risorgimento di Pescara nel 1949,[4] insieme a quelli per Francesco Fernando d'Avalos, di Gian Girolamo Acquaviva e Muzio Attendolo Sforza.
- Sempre a Pescara sono dedicati a Vittoria una strada, la biblioteca comunale del Museo delle Genti d'Abruzzo e la Galleria civica di arte moderna e contemporanea.

## Vittoria Colonna nella letteratura[5]

Vittoria Colonna

La profonda amicizia tra Michelangelo Buonarroti e la marchesa di Pescara è indubbiamente uno dei fattori che contribuiscono alla fama di Vittoria; tuttavia, quest'ultima viene menzionata già dall'Ariosto, nell'Orlando Furioso, dove è lodata sia per la bellezza dei versi dedicati alla memoria del marito, sia per la fedeltà coniugale. Accanto al marito, Vittoria è protagonista della novella La tentazione del Pescara (1887-88), di Conrad Ferdinand Meyer. In ambito teatrale, Colonna compare nell'ultimo atto de La Renaissance (1877) di Joseph Arthur de Gobineau accanto a Michelangelo, che la considera sua pari per grandezza spirituale; inoltre, è tra i personaggi del dramma Michael Angelo di Henry Wadsworth Longfellow, che nell'opera cita quasi letteralmente diversi brani del suo carteggio. Nel Michelangelo (1909) di Hans Karl Abel, Vittoria, grazie al suo equilibrio e alla sua maturità, svolge il ruolo di guida spirituale dell'artista, mentre Gustav Eberlein, nell'introduzione al suo Michelangelo (1942), in cui Vittoria è amata senza speranza dallo scultore, la definisce «la donna spiritualmente più ricca del suo tempo». Nella commedia Michelangelo (1897) di Otto von der Pfordten, Vittoria è determinante per il lieto fine della vicenda; nel Michelangelo (1950) di Otto C. A. zur Nedden, è un'immagine evocata dalla fantasia del protagonista, che però gli darà la forza di riprendere il lavoro a San Pietro; nel Michelangelo (1919) di Miroslav Krleža, diviene simbolo della forza salvifica della donna, nonché ispiratrice dell'artista. Giacometti intitola La Marchesa di Pescara la seconda parte del suo Michelangelo Buonarroti (1874); qui Vittoria è una presenza costante, attiva anche nelle questioni politiche. Anita Barbiani, nel suo "Michelangelo" (1955), propone un ritratto storicamente attendibile della marchesa. In Sylvano Bussotti, Vittoria rappresenta la Verità, mentre in Giorgio Veronesi, pur incarnando la figura di Diotima, è anche un personaggio reale. La presenza della Colonna in opere tanto eterogenee dimostra come la sua figura abbia lasciato un segno profondo nell'immaginario letterario.

## Ascendenza

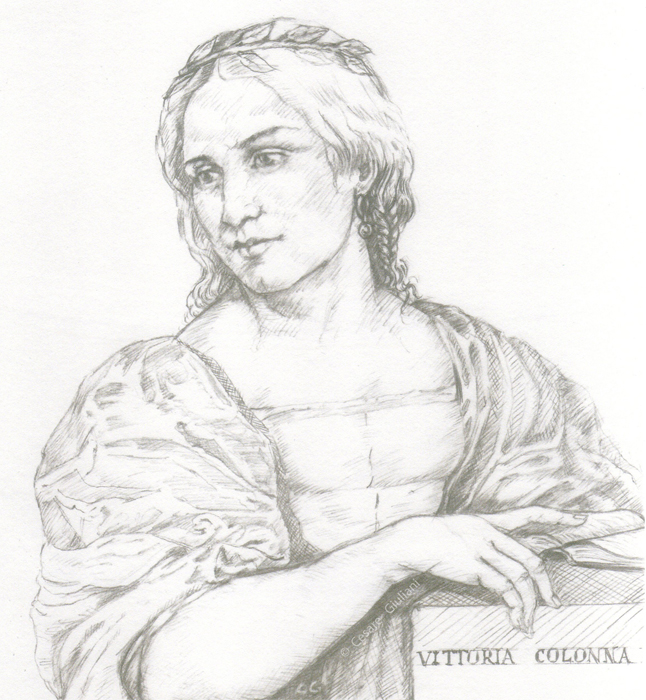
Vittoria Colonna ritratto a matita di Cesare Giuliani

|                                               |                                               |                                               | Genitori                                             |  |  | Nonni |  |  | Bisnonni                                 |  |  | Trisnonni                               |  |
|                                               |                                               |                                               |                                                      |  |  |       |  |  | Lorenzo Onofrio Colonna, conte dei Marsi |  |  | Agapito V Colonna, signore di Genazzano |  |
|                                               |                                               |                                               |                                                      |  |  |       |  |  | Lorenzo Onofrio Colonna, conte dei Marsi |  |  | Agapito V Colonna, signore di Genazzano |  |
|                                               |                                               | Caterina Conti                                |                                                      |  |  |       |  |  | Lorenzo Onofrio Colonna, conte dei Marsi |  |  |                                         |  |
| Odoardo Colonna, duca dei Marsi               |                                               |                                               |                                                      |  |  |       |  |  | Lorenzo Onofrio Colonna, conte dei Marsi |  |  |                                         |  |
|                                               |                                               | Sveva Caetani, contessa d'Albe                | Giacomo III "Jacobello" Caetani                      |  |  |       |  |  |                                          |  |  |                                         |  |
|                                               |                                               | Sveva Caetani, contessa d'Albe                | Giacomo III "Jacobello" Caetani                      |  |  |       |  |  |                                          |  |  |                                         |  |
|                                               |                                               | Sveva Caetani, contessa d'Albe                | Rogasia d'Eboli                                      |  |  |       |  |  |                                          |  |  |                                         |  |
| Fabrizio I Colonna, I duca di Paliano         |                                               | Sveva Caetani, contessa d'Albe                |                                                      |  |  |       |  |  |                                          |  |  |                                         |  |
|                                               |                                               | Grato Conti, signore di Valmontone            | Ildebrandino Conti, signore di Valmontone            |  |  |       |  |  |                                          |  |  |                                         |  |
|                                               |                                               | Grato Conti, signore di Valmontone            | Ildebrandino Conti, signore di Valmontone            |  |  |       |  |  |                                          |  |  |                                         |  |
|                                               |                                               | Grato Conti, signore di Valmontone            | Caterina di Sangro                                   |  |  |       |  |  |                                          |  |  |                                         |  |
| Filippa Conti                                 |                                               | Grato Conti, signore di Valmontone            |                                                      |  |  |       |  |  |                                          |  |  |                                         |  |
|                                               |                                               | …                                             | …                                                    |  |  |       |  |  |                                          |  |  |                                         |  |
|                                               |                                               | …                                             | …                                                    |  |  |       |  |  |                                          |  |  |                                         |  |
|                                               |                                               | …                                             | …                                                    |  |  |       |  |  |                                          |  |  |                                         |  |
| Vittoria Colonna                              |                                               | …                                             |                                                      |  |  |       |  |  |                                          |  |  |                                         |  |
|                                               | Guidantonio da Montefeltro, X conte di Urbino | Antonio II da Montefeltro, IX conte di Urbino |                                                      |  |  |       |  |  |                                          |  |  |                                         |  |
|                                               | Guidantonio da Montefeltro, X conte di Urbino | Antonio II da Montefeltro, IX conte di Urbino |                                                      |  |  |       |  |  |                                          |  |  |                                         |  |
|                                               | Guidantonio da Montefeltro, X conte di Urbino | Agnesina Castelli di Vico                     |                                                      |  |  |       |  |  |                                          |  |  |                                         |  |
| Federico III da Montefeltro, I duca di Urbino | Guidantonio da Montefeltro, X conte di Urbino |                                               |                                                      |  |  |       |  |  |                                          |  |  |                                         |  |
|                                               |                                               | Elisabetta degli Accomanducci                 | Guido Paolo degli Accomanducci                       |  |  |       |  |  |                                          |  |  |                                         |  |
|                                               |                                               | Elisabetta degli Accomanducci                 | Guido Paolo degli Accomanducci                       |  |  |       |  |  |                                          |  |  |                                         |  |
|                                               |                                               | Elisabetta degli Accomanducci                 | …                                                    |  |  |       |  |  |                                          |  |  |                                         |  |
| Agnese di Montefeltro                         |                                               | Elisabetta degli Accomanducci                 |                                                      |  |  |       |  |  |                                          |  |  |                                         |  |
|                                               |                                               | Alessandro Sforza, signore di Pesaro          | Giacomo "Muzio" Attendolo Sforza, conte di Cotignola |  |  |       |  |  |                                          |  |  |                                         |  |
|                                               |                                               | Alessandro Sforza, signore di Pesaro          | Giacomo "Muzio" Attendolo Sforza, conte di Cotignola |  |  |       |  |  |                                          |  |  |                                         |  |
|                                               |                                               | Alessandro Sforza, signore di Pesaro          | Lucia Terzani                                        |  |  |       |  |  |                                          |  |  |                                         |  |
| Battista Sforza                               |                                               | Alessandro Sforza, signore di Pesaro          |                                                      |  |  |       |  |  |                                          |  |  |                                         |  |
|                                               |                                               | Costanza da Varano                            | Piergentile da Varano, signore di Camerino           |  |  |       |  |  |                                          |  |  |                                         |  |
|                                               |                                               | Costanza da Varano                            | Piergentile da Varano, signore di Camerino           |  |  |       |  |  |                                          |  |  |                                         |  |
|                                               |                                               | Costanza da Varano                            | Elisabetta Malatesta                                 |  |  |       |  |  |                                          |  |  |                                         |  |
|                                               |                                               | Costanza da Varano                            |                                                      |  |  |       |  |  |                                          |  |  |                                         |  |

## Scritti
Le sue opere comprendono poemi d'amore per il marito, le Rime, suddivise in Rime amorose e Rime Spirituali, ispirate allo stile di Francesco Petrarca, e composizioni in prosa di tema religioso, tra cui il Pianto sulla passione di Cristo e l'Orazione sull'Ave Maria. Segue un elenco essenziale di alcune edizioni degli scritti di Vittoria Colonna, a cominciare da quelle pubblicate come poetessa ancora in vita. Quasi nulla si conosce della produzione poetica di Vittoria Colonna prima della morte del marito. L’unico componimento sopravvissuto è un’epistola in versi per la rotta di Ravenna del 1512. La sua fama di poetessa, però, si diffuse poi rapidamente: già nel 1532 Ariosto ne cantava le lodi nell’ultima edizione del Furioso, mentre nel 1535 un suo sonetto veniva incluso nella seconda edizione delle Rime di Bembo. Dopo un momento di sospensione della scrittura, la Colonna decise di porre i propri versi al servizio di Dio, narrando la propria esperienza di fede a beneficio del lettore. Il corpus poetico, edito da A. Bullock (1982) consta di circa 140 rime di argomento amoroso (in morte del marito), circa 210 componimenti a tema sacro nonché una trentina di testi di corrispondenza.
- Rime de la diuina Vittoria Colonna, in Parma, Antonio Viotti, 1538; e successive numerosissime edizioni
- Le rime spirituali della illustrissima signora Vittoria Colonna marchesana di Pescara. Non più stampate da pochissime infuori, le quali altroue corrotte, et qui corrette si leggono, In Vinegia, appresso Vincenzo Valgrisi, 1546; e successive edizioni
- Pianto della marchesa di Pescara sopra la passione di Christo. Oratione della medesima, sopra l'Aue Maria. Oratione fatta il Venerdì santo, sopra la passione di Christo, In Venetia, Paolo Manuzio, 1556; e successive edizioni
- Sonetti in morte di Francesco Ferrante d'Avalos marchese di Pescara, edizione del ms. XIII.G.43 della Biblioteca nazionale di Napoli a cura di Tobia R. Toscano, Milano, G. Mondadori, 1998.
- Sonnets for Michelangelo: a Bilingual Edition, ed. and trans. by Abigail Brundin, Chicago, University of Chicago Press, 2005.
- La raccolta per Michelangelo. Il manoscritto Vat. lat. 11539, edizione e commento a cura di V. Copello, “Studi e Testi”, diretta da S. Magherini, A. Nozzoli e G. Tellini, Firenze, SEF, 2020.
- Poems of Widowhood: A Bilingual Edition of the 1538 Rime, ed. Ramie Targoff and Troy Tower; trans. and introd. Ramie Targoff, New York-Toronto, Iter press, 2021.

## Lettere e carteggi
- Rime e lettere di Vittoria Colonna, marchesana di Pescara, Firenze, G. Barbera, 1860;
- Lettere di Vittoria Colonna tratte da un codice della Capitolar biblioteca di Verona, a cura di Barbara Masutti, Verona, Vicentini e Franchini, 1868;
- Lettere inedite di Vittoria Colonna marchesana di Pescara e altri documenti storici relativi ai Colonnesi, Roma, Tip. Barbera, 1875
- Lettere inedite di Vittoria Colonna e Benedetto Varchi, pubblicate con note da Abd-El-Kader Salza, Firenze, Tip. Pei minori corrigendi, 1898;
- Nuove lettere inedite di Vittoria Colonna, a cura di Pietro Tacchi Venturi, Roma, tip. Poliglotta, 1901;
- Carteggio di Vittoria Colonna marchesa di Pescara, raccolto e pubblicato da Ermanno Ferrero e Giuseppe Muller, Torino, E. Loescher, 1889.
- Selected letters, ed. and commented by Veronica Copello, transl. by Abigail Brundin, “The Other Voice in Early Modern Europe”, New York-Toronto, Iter Press, 2022.
- Carteggio, edizione e commento a cura di Veronica Copello, Pisa, Edizioni della Normale, 2023.